# Przemków
Przemków (uitspraakⓘ, Duits: Primkenau) is een stad in het Poolse woiwodschap Neder-Silezië, gelegen in de powiat Polkowicki. De oppervlakte bedraagt 5,67 km², het inwonertal 6590 (2005).

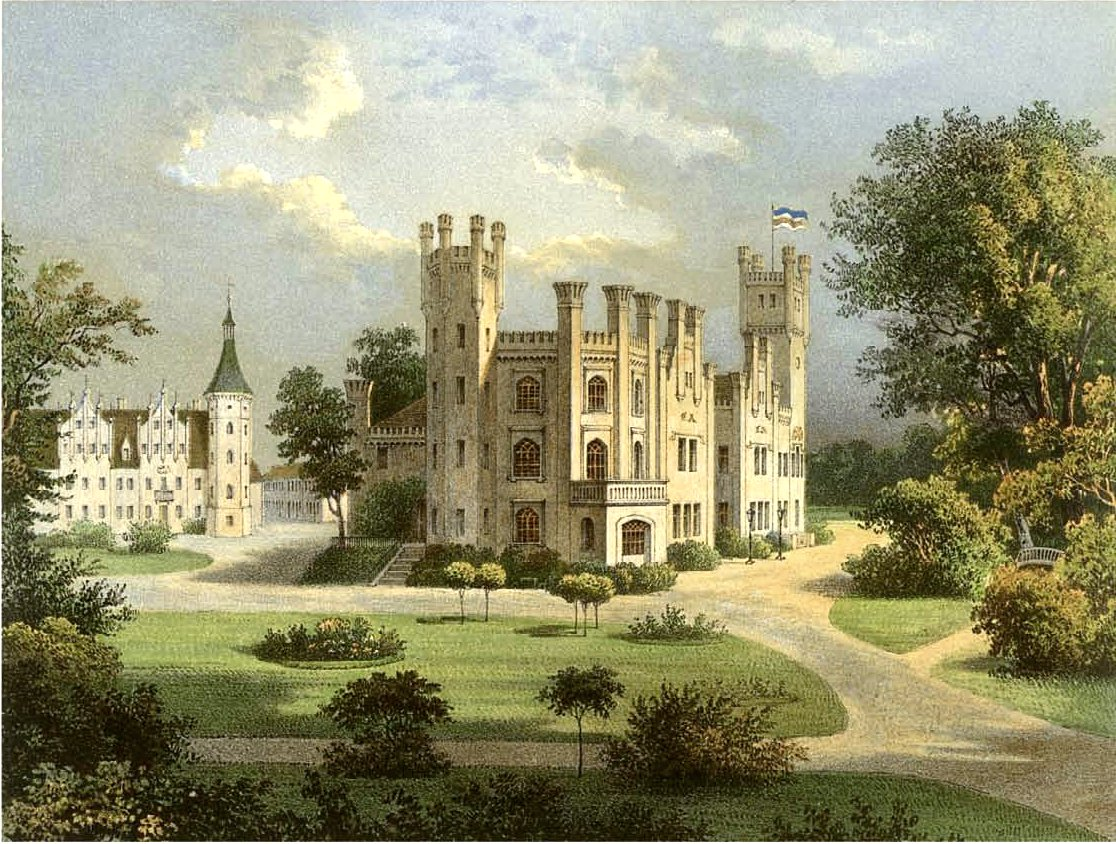
Palace Primkenau around 1860, Edition by Alexander Duncker